# محمد صلاح ابراهیم
محمد صلاح ابراهیم سرباز ارتش مصر بود که در اقدامی، نظامیان اسرائیل را در منطقه مرزی به رگبار بست و در همان مکان به ضرب گلوله کشته‌شد. این واقعه سه ماه قبل از آن بود که پیمان کمپ دیوید میان مصر و اسرائیل وارد چهل‌وششمین سالگرد خود شود و تل‌آویو عادی‌سازی روابط خود با قاهره را جشن بگیرد.

## واقعه
محمد صلاح ابراهیم در ۱۳ خرداد ۱۴۰۲ در پاسگاه مرزی با فلسطین، ۵ کیلومتر از مسیرهای ناهموار را پیمود و با رسیدن به ایستگاه نیروهای مرزی اسرائیل، آنها را به رگبار بست. این درگیری در گذرگاه نیتسانا واقع در مرز مصر و اراضی اشغالی رخ داد. الیعازر تولیدانو، فرمانده تیپ جنوب ارتش اسرائیل اعلام کرد که محمد صلاح ابراهیم در مرتبه اول، یک سرباز مرد و یک سرباز زن را کشت و سپس جان سومین سرباز را گرفت. یکی از سربازان کشته‌شده زنی بود که همراه با یک نظامی دیگر در دم کشته شد. سرباز سوم پس از جراحت شدید، جان داد و دو سرباز دیگر نیز زخمی شدند. کشته‌شده‌ها عضو لشکر ۸۰ ارتش اسرائیل و مسئول رصد مرزی در مرز جنوب بودند. در جریان این عملیات، محمد صلاح ابراهیم نیز به قتل رسید. در کنار این نظامی مصری، یک قبضه اسلحه، یک جلد قرآن کریم، یک چاقو و ۶ خشاب گلوله یافت شد که نشان‌دهنده متدین بودن و برنامه‌ریزی دقیق وی برای این عملیات بوده است.

تال لیو رام خبرنگار نظامی روزنامه معاریو نوشت:
این سرباز مصری برای این عملیات به دقت برنامه‌ریزی کرده بود، وی ۵ کیلومتر در مناطق بسیار ناهموار پیاده‌روی کرد تا به منطقه درگیری رسید، یک کوله‌پشتی حاوی تجهیزات، ۶ خشاب و یک چاقوی کماندویی حمل می‌کرد و از محل سربازان اسرائیلی در ۱۵۰ متری مرز اطلاع داشت.

پس از حادثه مرگبار مرزی برای نظامیان صهیونیست، بنیامین نتانیاهو، نخست‌وزیر اسرائیل نیز روز یکشنبه ۱۴ خرداد ۱۴۰۲ در نشست کابینه خود گفت:
این حادثه یک حمله فاجعه‌بار بود، یک رویداد وخیم و غیرعادی که باید به‌طور کامل بررسی شود.

## افشای هویت
دو روز پس از حادثه مرزی بین مصر و اسرائیل، اولین تصاویر از محمد صلاح ابراهیم منتشر شد. فعالان مصری هویت سرباز مصری که طی عملیاتی متهورانه ۳ نظامی اسرائیلی را در مرز بین مصر و اسرائیل به هلاکت رساند، فاش کردند.

نام کامل این سرباز '''محمد صلاح ابراهیم''' بود. وی در منطقه سینا مشغول خدمت سربازی بوده است و دوران خدمتش رو به پایان بود. توئیت‌هایش نشان می‌دهد که دوستانش به‌خاطر هنرش او را «نقاش» صدا می‌کردند و میان آشنایانش محبوب بوده است. ابراهیم در آخرین پست خود به‌عنوان سرباز مصری در صفحه شخصی‌اش در فیس‌بوک نوشته بود:
خدایا همان‌طور که صالحان را اصلاح کردی، مرا اصلاح کن و از آنها قرار بده.

شبکه عبری‌زبان کان هم اعلام کرد که محمد صلاح ابراهیم قبلاً در جریان نبرد سیف‌القدس دو هشتگ تحت عنوان «خدا با فلسطین است» و «غزه در حال بمباران شدن است» منتشر کرده بود. این هشتگ‌ها ثابت کرد که مسئله فلسطین اهمیت زیادی برای او داشته است. تصاویر منتشرشده از مراسم تشییع محمد صلاح ابراهیم نیز نشان داد که او روی دست مصری‌ها به سمت آرامگاه ابدی خود بدرقه شد و مردم مصر از او استقبال کردند.

## تحویل جنازه
به گزارش روز دوشنبه ۱۵ خرداد ۱۴۰۲ کانال ۱۲، پیکر محمد صلاح ابراهیم توسط مقامات اسرائیل و در چارجوب همکاری مشترک بین دو طرف، به مقامات مصری تحویل داده شد.
این شبکه اسرائیلی افزود که پس از دو روز از حمله محمد صلاح ابراهیم به نظامیان اسرائیلی در مرز مصر که منجر به هلاکت سه نظامی این رژیم شد، هویت وی مشخص شد، وی یک سرباز مصری و اهل منطقه عین شمس است و به گفته یکی از بستگانش، آخرین روزهای خدمت در ارتش را سپری می‌کرد. این شبکه ادامه داد که رسانه‌های مصری همچنان به این حمله به عنوان انگیزه فردی نگاه می‌کنند و آن را یک ضعف برای ارتش رژیم اسرائیل می‌دانند.

## سابقه عملیات
طی سه ماه گذشته، مرزهای فلسطین اشغالی حداقل از دو منطقه مختلف مورد نفوذ قرار گرفتند. کمتر از سه ماه پیش نیز، مناطق شمالی اسرائیل از مرز لبنان مورد تهدید واقع شدند و جوان لبنانی با نام «مجدو» پس از طی کردن هفت کیلومتر وارد مناطق اشغالی شد و در حالی که تلاش داشت تا بمب خود را در مسیر سربازان کار گذارد، به دست نیروهای اسرائیلی شناسایی و به قتل رسید. این نفوذ از مرز مصر دومین حادثه نفوذ به مرزهای اسرائیل در سه ماه گذشته است.

## واکنش‌ها
«یوسی یوشع» گزارشگر یدیعوت آحارونت در این ارتباط گفت:
ارتش اسرائیل در حال حاضر روی اینکه چرا تجهیزات نظارتی عملیات سرباز مصری را رصد نکرده‌اند، به‌شدت در حال تحقیق هستند و اینکه چرا ارتباط با نظامیان برقرار نبوده است. باید تحقیقات انجام شود که چرا نیروی هوایی در جریان قرار نگرفته است.

 این گزارشگر اسرائیلی اذعان کرد:
یک پلیس مصری با سلاح کلاشنیکوف خود کل ارتش اسرائیل را به تنگنا کشید آن‌هم ارتشی که توان پیشرفته دارد.» یدیعوت آحارونت همچنین همه تجهیزات نظارتی را زیر سؤال برد و هزینه‌های چند میلیارد «شِکلی» را بی‌فایده قلمداد کرد.

این تحلیلگر ارشد یدیعوت آحرونوت با انتقاد از ارتش اسرائیل اذعان کرد: 
این عملیات توسط نیروهای یگان «رضوان» حزب‌الله لبنان که از دیوار مرزی عبور کرده‌اند، انجام نشد، بلکه یک سرباز ساده مصری با یک اسلحه کلاشینکوف همه ارتش «اسرائیل» را به چالش کشید.
هاآرتس هم در گزارش خود آورده است:
تحقیقات نشان‌دهنده این است که عامل این عملیات از طریق معبری رخنه کرده و نظامیان را کشته است. معلوم نیست که نظامیان کشته‌شده از این معبر باخبر بودند یا خیر؟ آنها نفهمیدند که چه زمانی این پلیس مصری رخنه کرده است.
عاموس یادلین رئیس سابق دایره اطلاعات اسرائیل هم گفت:
عملیات اخیر بسیار سخت و دردناک بود.
همچنین ۱۵ خرداد ۱۴۰۲ منابع آگاه در ارتش اسرائیل اعلام کردند، پیش‌بینی می‌شود برخی فرماندهان منطقه جنوبی، بعد از حمله به نظامیان اسرائیل در مرزهای مشترک با مصر، برکنار شوند.
شبکه کان نیز حادثه رخ‌داده در مرز با مصر را یک شکست امنیتی بزرگ برای ارتش اسرائیل توصیف کرد.
یواو گالانت وزیر جنگ اسرائیل نیز در واکنش به حادثه امنیتی در مرز مصر با اراضی اسرائیل گفت: «حادثه امنیتی در مرز با مصر با نتایج بسیار خطرناکی پایان یافت، کشته شدن ۳ سرباز اسرائیلی بسیار دردناک است»
والا! در گزارشی نوشت:
مفهوم اسطوره شکست‌ناپذیری ارتش اسرائیل بعد از رخداد امنیتی در مرزهای مشترک میان مصر و فلسطین اشغالی و هلاکت سه نظامی اسرائیلی در کنار زخمی شدن یک نظامی دیگر به دست سرباز مصری نابود شده است.
در ادامه این گزارش به نقل از منابع نظامی اسرائیل آمده است که کابینه اسرائیل میلیاردها شِکِل برای محافظت از مرزهای مشترک با مصر هزینه کرده است.

در همین ارتباط، شبکه ۱۲ تلویزیون عبری در گزارشی اعلام کرد: 
سوال‌های جدی دربارهٔ عملیات روز شنبه وجود دارد که چگونه مجری عملیات بدون اینکه ارتش متوجه شود از مرز عبور کرده است؟ چگونه ارتش چند ساعت پس از کشته شدن نیروهایش متوجه انجام این عملیات نشده است؟

## همدردی با فلسطین
نکته قابل توجه آن است که سرباز مصری، تنها یک سلاح کلاشینکف و سرنیزه آن را به همراه ۶ خشاب فشنگ در اختیار داشته است. این عملیات برنامه‌ریزی شده و نه چندان پیچیده که سیستم اطلاعاتی و امنیتی اسرائیل را در بهت و حیرت فروبرده، نشان می‌دهد که مردم مصر با سازش سیاسی با تل‌آویو کنار نیامده‌اند و علاوه‌بر حضور در کنار مبارزان فلسطین، با روابط دولت‌های پس از انور سادات با اسرائیل مخالفت عملی کرده‌اند.